# Triangle (instrument)
Pour les articles homonymes, voir Triangle (homonymie).
Le triangle est un instrument de musique idiophone constitué d'une barre métallique de section circulaire pliée en deux points de manière à former un triangle plus ou moins régulier. Le musicien le tient d'une main grâce à une petite corde et frappe dessus de l'autre main à l'aide d'une tige métallique.
Sa sonorité cristalline et aiguë lui permet d'être perceptible même lorsqu'il est joué dans un orchestre, amenant une partie rythmique structurant le morceau exécuté.
Son usage est attesté dès le XIVe siècle.

## Présentation

### Forme
La dimension d'un triangle détermine la hauteur du son qu'il produit (directement proportionnelle à la longueur de la tige de métal utilisée). Les petits triangles font une vingtaine de centimètres de côté, les plus grands peuvent aller jusqu'à 30 ou 40 centimètres de côté. Pour réduire la masse de l'instrument et la fatigue du musicien, le triangle peut être fait d'aluminium plutôt que d'acier ; mais on trouve également des triangles faits d'un simple fer à béton de récupération.
Le triangle cadien, plus massif que le triangle classique, a une sonorité plus riche et plus profonde. Il est appelé 'tit fer ou tee fer en anglais.

### Technique de jeu
Le musicien tient le triangle de sa main dite faible (soit la gauche pour les droitiers et la droite pour les gauchers) : le poids de l'instrument est porté par l'index, le reste de la main servant à étouffer la résonance du métal en se refermant sur un de ses bords. À l'aide d'une baguette dans l'autre main, il vient frapper en rythme la barre inférieure, au niveau de l'angle du bas le plus loin de lui. Le mouvement de la baguette permet de frapper alternativement cette barre inférieure et la barre la plus éloignée, dès lors que la baguette est en partie engagée dans l'ouverture du triangle.
Plus le triangle est petit, plus la note produite est aiguë. À l'inverse, plus le triangle est grand, plus la note produite est grave.

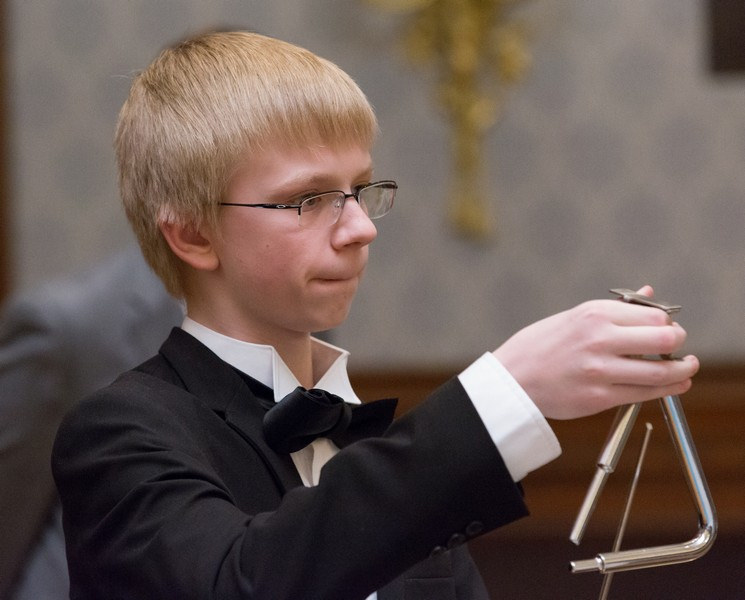
Un jeune musicien d'orchestre jouant du triangle.
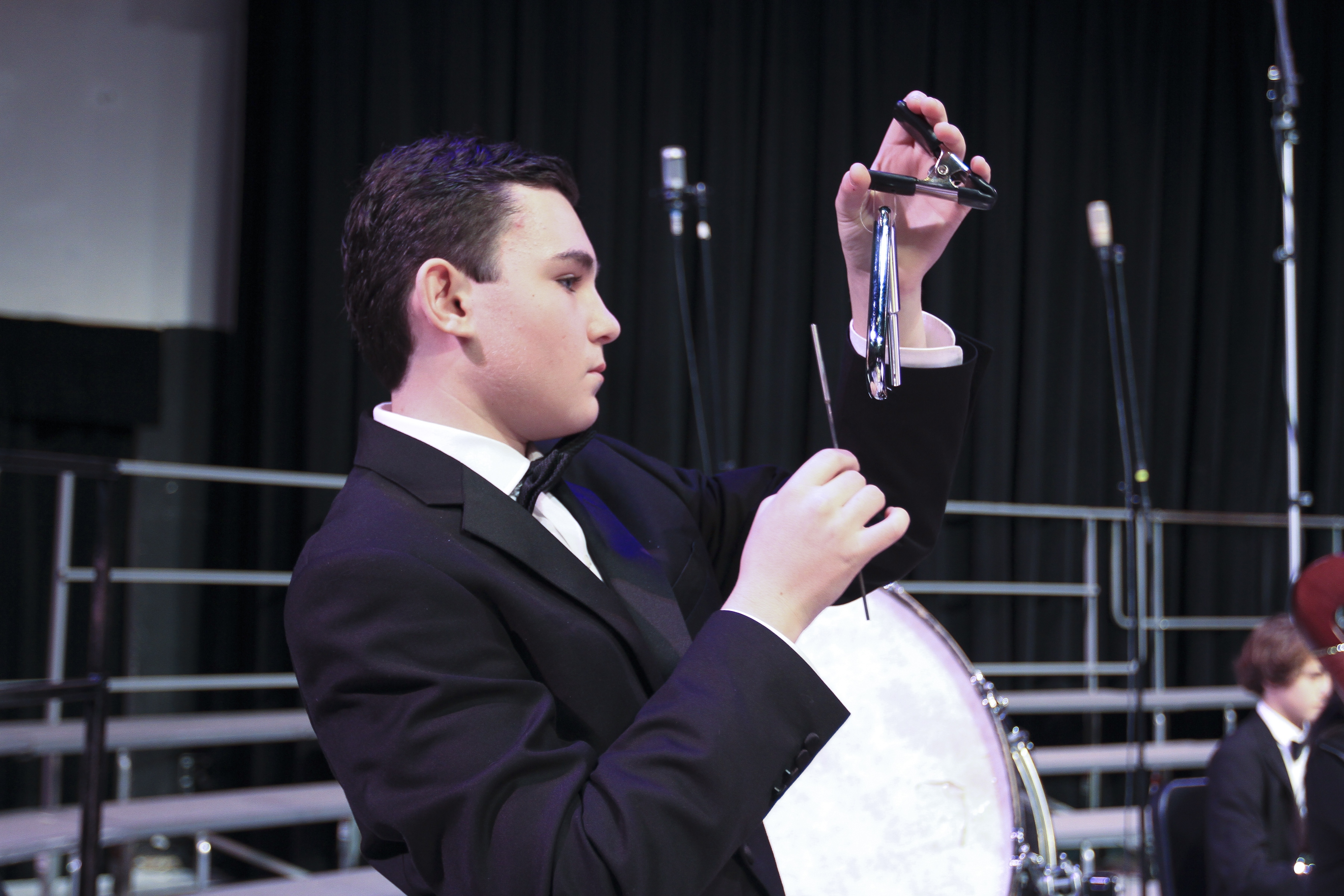
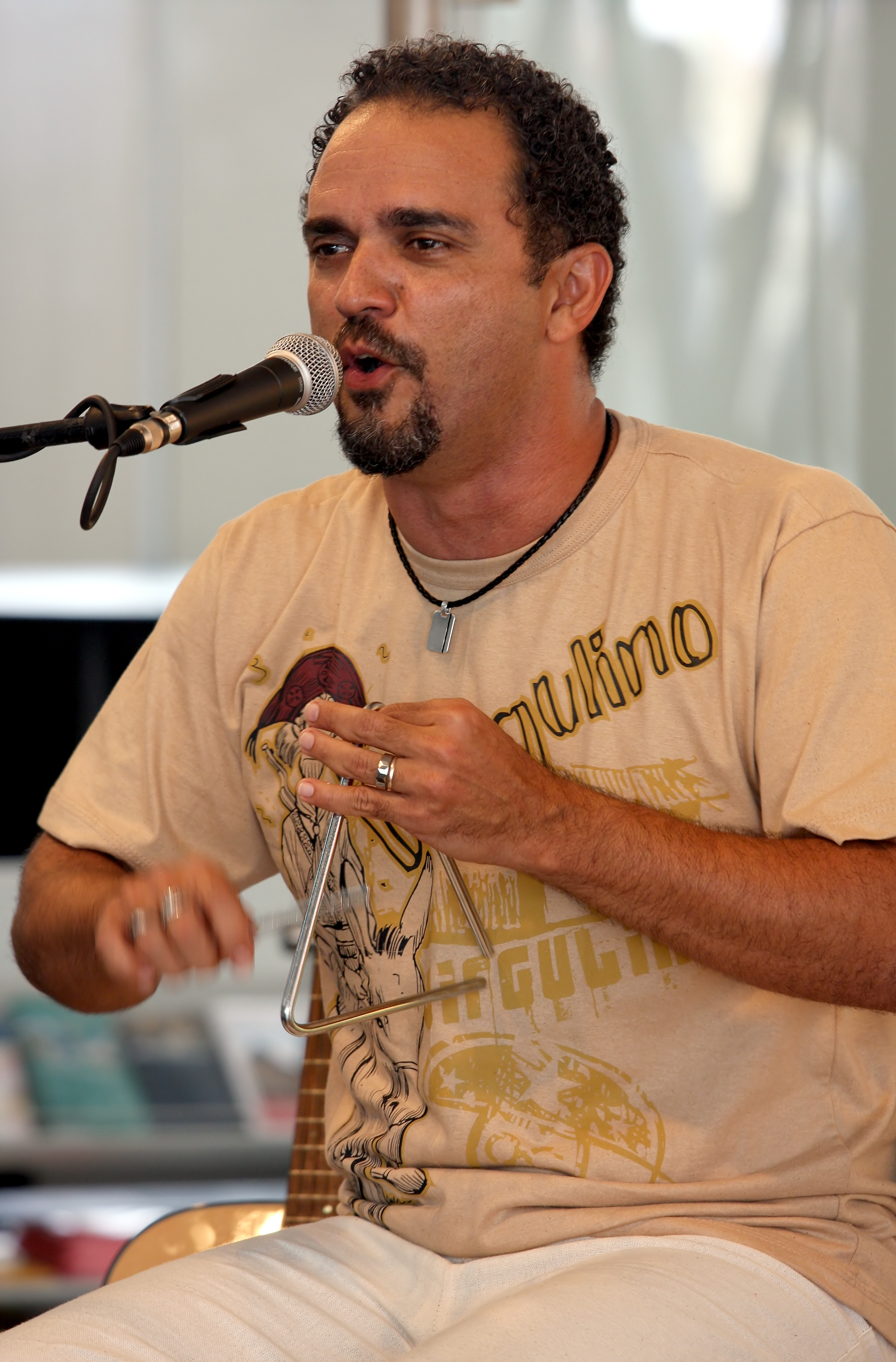
Un chanteur brésilien jouant du triangle.

## Utilisation
Les formes musicales dans lesquelles le triangle est le plus souvent utilisé sont :
- la musique classique
- le forró, musique traditionnelle du Nord-Est du Brésil
- le séga et le maloya, musiques traditionnelles des Mascareignes, en particulier à La Réunion[2].